# Schandel
Schandel (luxemburgisch Schandelⓘ) ist eine Ortschaft der Gemeinde Useldingen im Westen Luxemburgs. Sie zählt 227 Einwohner.
Schandel liegt etwa anderthalb Kilometer nördlich der Hauptortschaft Useldingen.